# Hilding Pleijel
Hilding Athanasius Pleijel, född den 19 oktober 1893 i Väckelsångs församling, Kronobergs län, död den 15 november 1988 i Allhelgonaförsamlingen, Lund, var en svensk kyrkohistoriker.

## Biografi
Pleijel var son till kontraktsprosten Henning Pleijel och Nina Danielsson. Efter studentexamen i Växjö 1911 blev Pleijel filosofie magister i Lund 1914, teologie kandidat 1918, teologie licentiat 1920. Han blev teologie doktor 1926 på en avhandling om ”Herrnhutismen i Sydsverige”. Han var professor i kyrkohistoria och symbolik vid Lunds universitet 1938–1960.
Pleijel etablerade sig som en framstående kännare av det svenska 1700-talet och dess relation till den tyska kyrkliga utvecklingen. År 1935 utgav han den stora monografin ’’Karolinsk kyrkofromhet, pietism och herrnhutism 1680-1772’’.  Influerad av tysk religionsetnologisk forskning och av den svenske etnologiprofessorn Sigfrid Svensson inriktade han sig mot kyrklig folklivsforskning och grundade Kyrkohistoriska arkivet i Lund (LUKA) som genom intervjuer samlade in folkligt material om folkfromhet i 1800-talets och det tidiga 1900-talets bondesamhälle och dokumenterade det aktuella kyrkolivets förändringar därefter.  
Pleijel menade att kyrkohistorien inte bara kunde bygga på officiella kyrkliga källor i arkiven, utan också på material som bevarade kännedomen om människors individuella utsagor och beskrev faktiska företeelser i kyrkolivet. Nära 6000 intervjuer och frågeformulär har hittills samlats in; insamling pågår fortfarande.  I kombination mellan kyrkohistoria, etnologi och sociologi etablerade Pleijel den religionsetnologiska forskningsinriktningen i Sverige.  Det kyrkliga folklivet såg Pleijel som präglat av det lutherska enhetssamhällets hustavla, som återspeglade en äldre luthersk samhällssyn, där varje medborgare hade en given uppgift i samhälle och kyrka. 
Pleijel var en mycket produktiv vetenskapsman som var aktiv in i det sista. Han var en betydande bibliofil, mycket kunnig bokhistoriker och torde ha ägt samtidens största privatbibliotek i Lund. Han var ledamot av Kungliga Humanistiska Vetenskapssamfundet i Lund, Vetenskapssocieteten i Lund, Kungliga Gustaf Adolfs Akademien, Kungliga Vitterhets Historie och Antikvitets Akademien och Kungliga Samfundet för utgivande av handskrifter rörande Skandinaviens historia
Hilding Pleijel är begravd på Östra kyrkogården i Lund, i Smålands nations grav. Han var farbror till prästen Bengt Pleijel.